# Côte d'Iroise
La côte d'Iroise est une portion du littoral français situé dans le département du Finistère encadrant la mer d'Iroise. 

## Délimitation
Sa limite nord est la Pointe Saint-Mathieu et l'alignement de la chaussée des Pierres Noires, l'archipel de Molène et l'île d'Ouessant. Sa limite sud est la pointe du Raz et l'île de Sein. Elle englobe la rade de Brest et la baie de Douarnenez. Au regard du Parc naturel marin d'Iroise sa limite nord empiète sur la Côte des Abers jusqu'à Lanildut.

## Environnement et écologie
- Parc naturel marin d'Iroise[1]
- Réserve de biosphère des îles et mer d'Iroise[2]

## Communes littorales
Du nord au sud :
- Le Conquet
- Plougonvelin
- Plouzané
- Brest
- Plougastel-Daoulas
- Daoulas
- Landevennec
- Lanveoc
- Camaret-sur-Mer
- Crozon
- Telgruc-sur-Mer
- Douarnenez
- Beuzec-Cap-Sizun